# 芝野創太
芝野 創太（しばの そうた、1989年11月26日 - ）は、兵庫県出身のフットサル選手。シュライカー大阪所属。ポジションはアラ/ピヴォ。フットサル日本代表。

## 経歴

### ユース時代
兵庫県出身。三田学園高等学校卒業後の2007年に高知大学農学部農学科に進学。同期には實藤友紀などがいた。サッカー選手としては、スピードとボールコントロールを武器とし、ドリブルテクニックとチャンスメイク能力に秀でたミッドフィールダーだった。2009年の総理大臣杯全日本大学サッカートーナメントでは1回戦の東海大学戦で得点するなど、決勝進出の原動力となる。2010年の全日本大学サッカー選手権では、1回戦の鹿屋体育大学戦で延長に先制点を挙げてマンオブザマッチに選出された。

### シュライカー大阪
2011年に高知大学を卒業してシュライカー大阪に加入し、大阪府堺市の一般企業で食品の研究開発をしながらFリーグでプレー。2012-13シーズンは12試合出場7得点。

### バサジィ大分
2013-14シーズンは3試合に出場。シーズン途中の2013年10月にシュライカー大阪を退団し、11月にバサジィ大分に加入。移籍早々の11月には右肩関節を脱臼
する全治4週間の怪我を負った。
2014-15シーズンは33試合出場18得点し、Fリーグベスト5候補となった。2015年4月にはフットサル日本代表に初招集された。

### シュライカー大阪復帰
2017年には古巣のシュライカー大阪に移籍した。

### バサジィ大分（復帰）
2019年4月4日、再びバサジィ大分と契約する。3シーズン大分でプレー。

### YSCCフットサル
2022年4月13日、同じバサジィ大分のゴレイロ矢澤大夢と共にYSCCへ移籍。

### リガーレヴィア葛飾
2023年、F2リーグのリガーレヴィア葛飾に移籍。その際のブログでは都会暮らしは慣れない、その他情報はWikipediaで調べてくれとコメントを残している。

### しながわシティフットサルクラブ
2023年11月、F1リーグのしながわシティへ移籍。2024年2月全日本選手権を前に退団。

## 所属クラブ

### サッカー
- 2004-2006 三田学園高等学校
- 2007-2010 高知大学サッカー部

### フットサル
- 2011-20?? シュライカー大阪サテライト
- 20??-2013 シュライカー大阪
- 2013-2017 バサジィ大分
- 2017- 2019 シュライカー大阪
- 2019 - 2022 バサジィ大分
- 2022 - 2023 YSCCフットサル
- 2023.5 - 2023.11 リガーレヴィア葛飾
- 2023.11 - 2024.2 しながわシティ

## 代表選出歴
- フットサル日本代表

## 個人成績
| 国内大会個人成績 | 国内大会個人成績 | 国内大会個人成績 | 国内大会個人成績 | 国内大会個人成績 | 国内大会個人成績 | 国内大会個人成績 | 国内大会個人成績 | 国内大会個人成績 | 国内大会個人成績 | 国内大会個人成績 | 国内大会個人成績 |
| 年度             | クラブ           | 背番号           | リーグ           | リーグ戦         | リーグ戦         | リーグ杯         | リーグ杯         | オープン杯       | オープン杯       | 期間通算         | 期間通算         |
| 年度             | クラブ           | 背番号           | リーグ           | 出場             | 得点             | 出場             | 得点             | 出場             | 得点             | 出場             | 得点             |
| 日本             | 日本             | 日本             | 日本             | リーグ戦         | リーグ戦         | オーシャン杯     | オーシャン杯     | 全日本選手権     | 全日本選手権     | 期間通算         | 期間通算         |
| ---------------- | ---------------- | ---------------- | ---------------- | ---------------- | ---------------- | ---------------- | ---------------- | ---------------- | ---------------- | ---------------- | ---------------- |
| 2011-12          | 大阪             |                  | Fリーグ          | ??               | ?                |                  |                  |                  |                  |                  |                  |
| 2012-13          | 大阪             |                  | Fリーグ          | 18               | 4                |                  |                  |                  |                  |                  |                  |
| 2013-14          | 大阪             |                  | Fリーグ          | 3                | 0                |                  |                  |                  |                  |                  |                  |
| 2013-14          | 大分             | 23               | Fリーグ          | 15               | 7                |                  |                  |                  |                  |                  |                  |
| 2014-15          | 大分             | 23               | Fリーグ          | 33               | 18               |                  |                  |                  |                  |                  |                  |
| 2015-16          | 大分             | 23               | Fリーグ          |                  |                  |                  |                  |                  |                  |                  |                  |
| 通算             | 日本             | 日本             | Fリーグ          |                  |                  |                  |                  |                  |                  |                  |                  |
| 通算             | 日本             |                  |                  |                  |                  |                  |                  |                  |                  |                  |                  |
| 総通算           |                  |                  |                  |                  |                  |                  |                  |                  |                  |                  |                  |